# Images of life
Images of life er en dansk kortfilm fra 1991, der er instrueret af Adam Neutzsky-Wulff.

## Handling
Fra barndom til alderdom står en kunstner på en strand og maler en piges liv, som det udspiller sig foran ham. Han er fascineret af hende og får som årene går svært ved at skelne beundring fra forelskelse. Hans billeder bliver til stumme kærlighedserklæringer til det liv, hun kommer til at leve, og han forbliver en iagttager af. Men behøver historien altid at gentage sig?